# Andrée Lafayette
Andrée Rose Godard (Achères, 19 de mayo de 1903-Équemauville, 3 de octubre de 1989), conocida por su nombre artístico Andrée Lafayette, también conocida por su apodo (inventado por ella misma) Condesa Andrée de la Bigne, fue una actriz francesa que trabajó en cine y teatro, nieta de la cortesana Émilie Louise Delabigne, conocida principalmente por su nombre artístico Condesa Valtesse de La Bigne.
Lafayette fue amante de Andrés de Grecia.

## Biografía
Lafayette nació en 1903, siendo hija de Julia Pâquerette Fossey y Paul Jules Auguste Godard. Tenía dos hermanos, Paul y Margot. Tras ser descrita como «una de las mujeres más bellas de Francia», el autor Richard Walton Tully la llevó a Estados Unidos para protagonizar la película Trilby (1923).
El 17 de abril de 1923, Lafayette se casó con el actor Arthur Max Constant quien fallece en el año 1943 mientras pilotaba un avión. 

## Filmografía
- Trilby (1923)
- Queen of the Boulevards (1927)
- The Eighteen Year Old (1927)
- The Great Unknown (1927)
- The Hangman (1928)
- Casanova's Legacy (1928)
- The Three Musketeers (1932)
- Fanatisme (1934)
- The Porter from Maxim's (1953)